# Calamus calamus
Calamus calamus е вид бодлоперка от семейство Sparidae. Видът не е застрашен от изчезване.

## Разпространение и местообитание
Разпространен е в Американски Вирджински острови, Ангуила, Антигуа и Барбуда, Аруба, Барбадос, Бахамски острови, Белиз, Бермудски острови, Бразилия, Британски Вирджински острови, Венецуела, Гваделупа, Гватемала, Гвиана, Гренада, Доминика, Доминиканска република, Кайманови острови, Колумбия, Коста Рика, Куба, Либерия, Мартиника, Мексико, Монсерат, Никарагуа, Панама, Пуерто Рико, САЩ, Сейнт Винсент и Гренадини, Сейнт Китс и Невис, Сейнт Лусия, Суринам, Тринидад и Тобаго, Търкс и Кайкос, Френска Гвиана, Хаити, Хондурас и Ямайка.
Обитава крайбрежия, океани, морета и рифове. Среща се на дълбочина от 1 до 75 m, при температура на водата от 21,7 до 24,5 °C и соленост 36,3 – 36,4 ‰.

## Описание
На дължина достигат до 56 cm, а теглото им е максимум 680 g.